# نو پروداکشن
نو پروداکشن (انگلیسی: Now Production) شرکت بازی ویدئویی ژاپنی است، که در سال ۱۹۸۶ تأسیس شد.